# کرامت اصلانی

کرامت اصلانی (زاده ۲۷ خرداد ۱۳۱۹ در شیراز) موسیقی‌دان و نوازندهٔ ساز «نی» اهل ایران است.

## زندگی

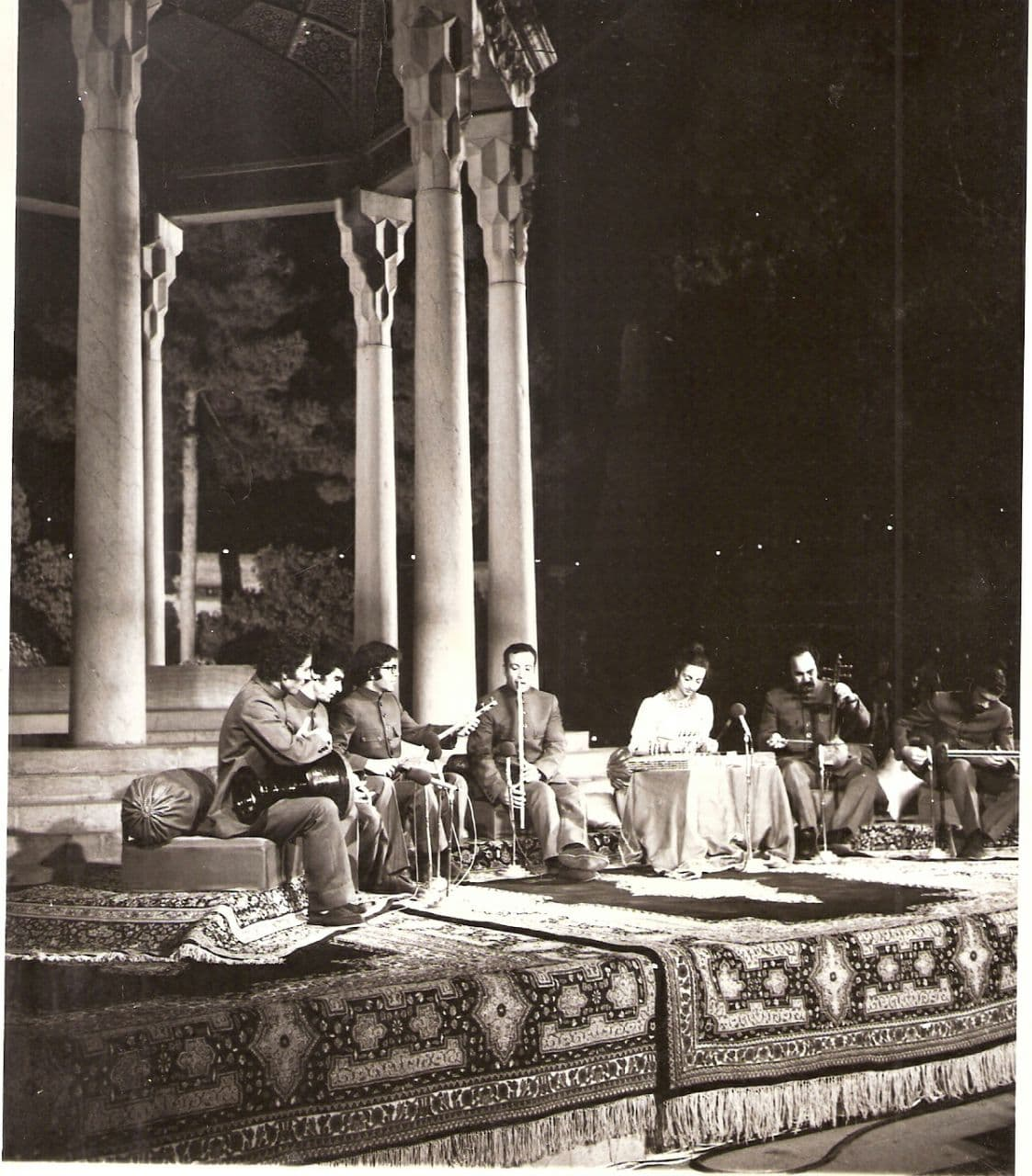

کرامت اصلانی در ۲۷ خرداد ۱۳۱۹ در شیراز به دنیا آمد. وی از هفت سالگی با نی‌لبک عشایری آموزش موسیقی را آغاز کرد و در نوجوانی به مهارت اجرای ساز فلوت دست یافت. در این مسیر شاه‌سمندی، نوازندهٔ فلوتِ موزیک ارتش، در مهارت و فزونی علم تئوری و نت‌خوانی او بی‌تأثیر نبود. وی با نوازندگی زیبای حسن کسائی در رادیو، به ساز نی علاقمند شد و بدون معلم و از طریق شنیدن به نواختن ساز نی پرداخت. سال ۱۳۳۹ با عزیمتش از شیراز به تهران نیز در محضر علی تجویدی، ردیف دستگاهی موسیقی ایران و دوره‌های آموزشی ابوالحسن صبا را آموخت.
با ورودش به نیروی هوایی، در سمت بازرس و کارشناس موتور هواپیمایی لاکهید سی-۱۳۰ هرکولس، به شیراز منتقل شد و همزمان همکاری با سازمان رادیو تلویزیون ملی ایران استان فارس را آغاز کرد. سال۱۳۵۲ تا ۱۳۵۹، در مقام معلمیِ ساز «نی» به مرکز حفظ و اشاعهٔ موسیقی تهران دعوت شد و علاوه بر تدریس، در کنسرت‌های جشن هنر شیراز نیز شرکت داشت. طی این مدت دورهٔ تکمیلی آموخته‌های ردیف (روایات دیگر) را نزد داریوش صفوت و محمود کریمی به اتمام رساند. به گفتهٔ داریوش صفوت، این نی‌نواز و پریسا (آوازخوان) نسبت به بقیهٔ مدرسان مرکز، بیشترین بهره‌های معنوی افکار و طرح‌های او را در جایگاه یک موسیقی‌دان واقعی کسب کردند. (طی سال‌های ۱۳۷۰ تا ۱۳۷۴ مجدداً با این مرکز به عنوان مدرس ساز «نی» همکاری داشت) و سال‌های ۱۳۵۴ تا ۱۳۵۶(ماهی یک بار در اصفهان) از دانش و تجربهٔ نی‌نوازی حسن کسائی حضوراً بهره‌مند گشت.
با پیروزی انقلاب ۱۳۵۷ تنها به دلیل حضورش در کنسرت‌های جشن هنر شیراز از ارتش نیروی هوایی ایران تعدیل شد. کرامت اصلانی کنسرت‌های بسیاری در ایران، خارج از کشور و آثاری تحت همکاری با آلبوم‌های مختلف از خود به یادگار باقی گذاشته‌است. از میان فرزندان او تنها مسیح با جدیّت موسیقی را ادامه داد.

## فعالیت‌های هنری

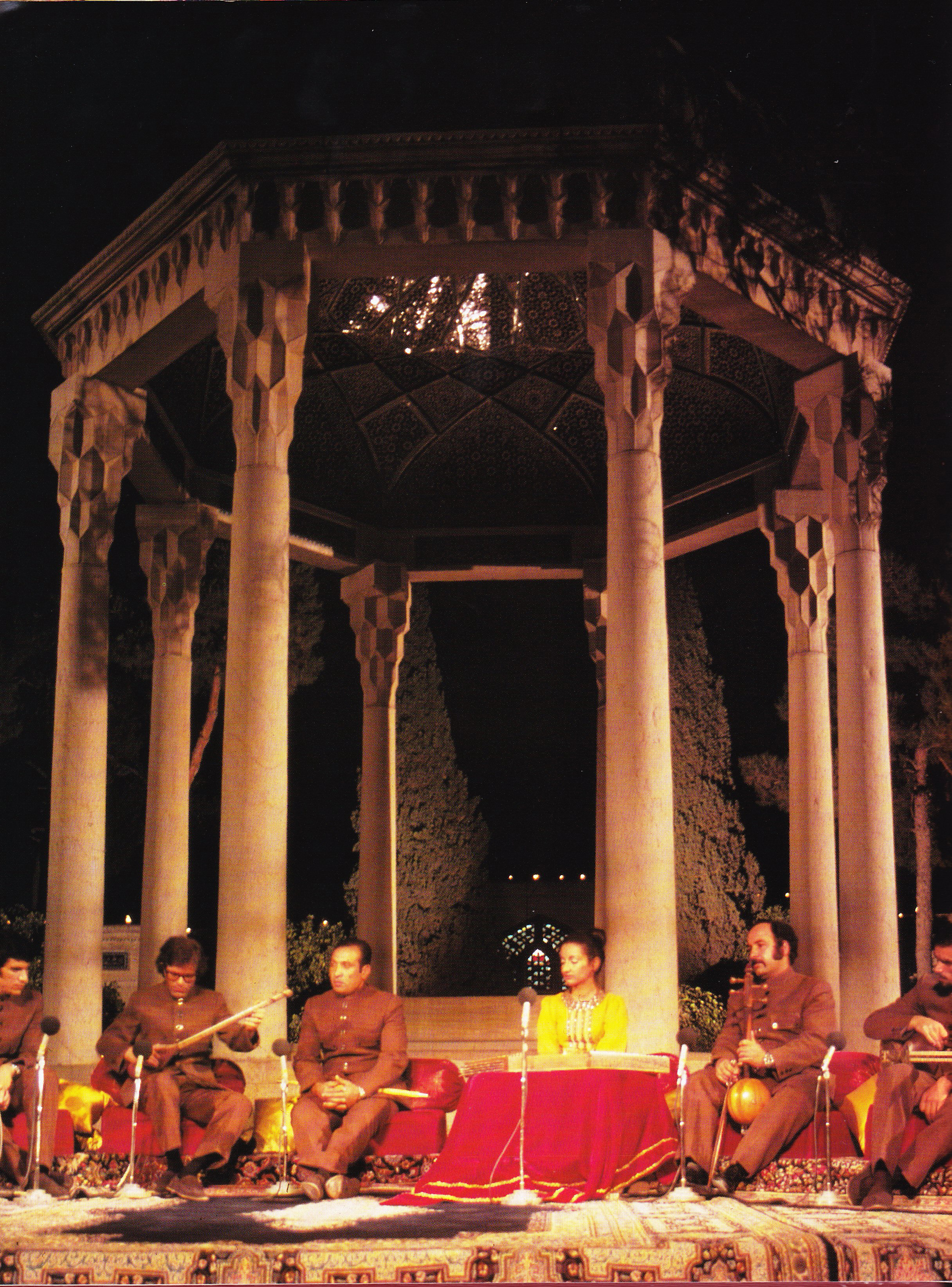
کرامت اصلانی در گروه موسیقی مرکز حفظ و اشاعه موسیقی در هشتمین و نهمین جشن هنر شیراز (اعضای گروه: حسین علیزاده: تار، خانم مانی‌زاده : سنتور، داود گنجه‌ای: کمانچه، کرامت اصلانی: نی، جلال ذوالفنون: سه‌تار، نورالدین رضوی سروستانی: آواز مرتضی اعیان: تنبک

- همکاری با گروه فرامرز پایور به خوانندگی خاطره پروانه، افخم پری زنگنه و محمد شجریان ۱۳۵۱
- تدریس نی در مرکز حفظ و اشاعه موسیقی ۱۳۵۲الی ۱۳۵۹.
- * همکاری با گروه عباس زندی در رادیو ایران (اعضای گروه: عباس زندی: سنتور، کامران داروغه: کمانچه، مهدی تاکستانی: تار، منصور نریمان: عود، کرامت اصلانی: نی، علی مرتضوی: تنبک، محمد منتشری و محمدرضا شجریان: خواننده (۱۳۵۳)
- همکاری با گروه موسیقی مرکز حفظ و اشاعه موسیقی در هشتمین و نهمین جشن هنر شیراز (اعضای گروه: حسین علیزاده: تار، خانم مانی‌زاده : سنتور، داود گنجه‌ای: کمانچه، کرامت اصلانی: نی، جلال ذوالفنون: سه‌تار، مرتضی اعیان: تنبک، رضوی سروستانی: خواننده (۱۳۵۳و ۱۳۵۴)
- تدریس در مرکز حفظ و اشاعه موسیقی ۱۳۷۰ الی ۱۳۷۴.
- تدریس در موسسه‌ی‌فرهنگی آموزشی جزیرهٔ کیش به مدت هفت سال. از سال۱۳۸۷ تا۱۳۹۴
- اجرای کنسرت‌های متعدد خارج از ایران در یوگسلاوی، بوسنی و هرزگوین،[۴] سودان، فرانسه و سوریه
- اجرای کنسرت‌های متعدد به عنوان نوازنده با گروه به سرپرستی محمود تاج‌بخش، خوانندگی بهرام گودرزی، محمد منتشری و کریم صالح عظیمی
- اجراهای زنده در شبکه برون مرزی جام جم ۱۳۷۶ به بعد
- اجرا نوازندگی و مصاحبه در شبکه تلویزیونی خارطوم

## آثار

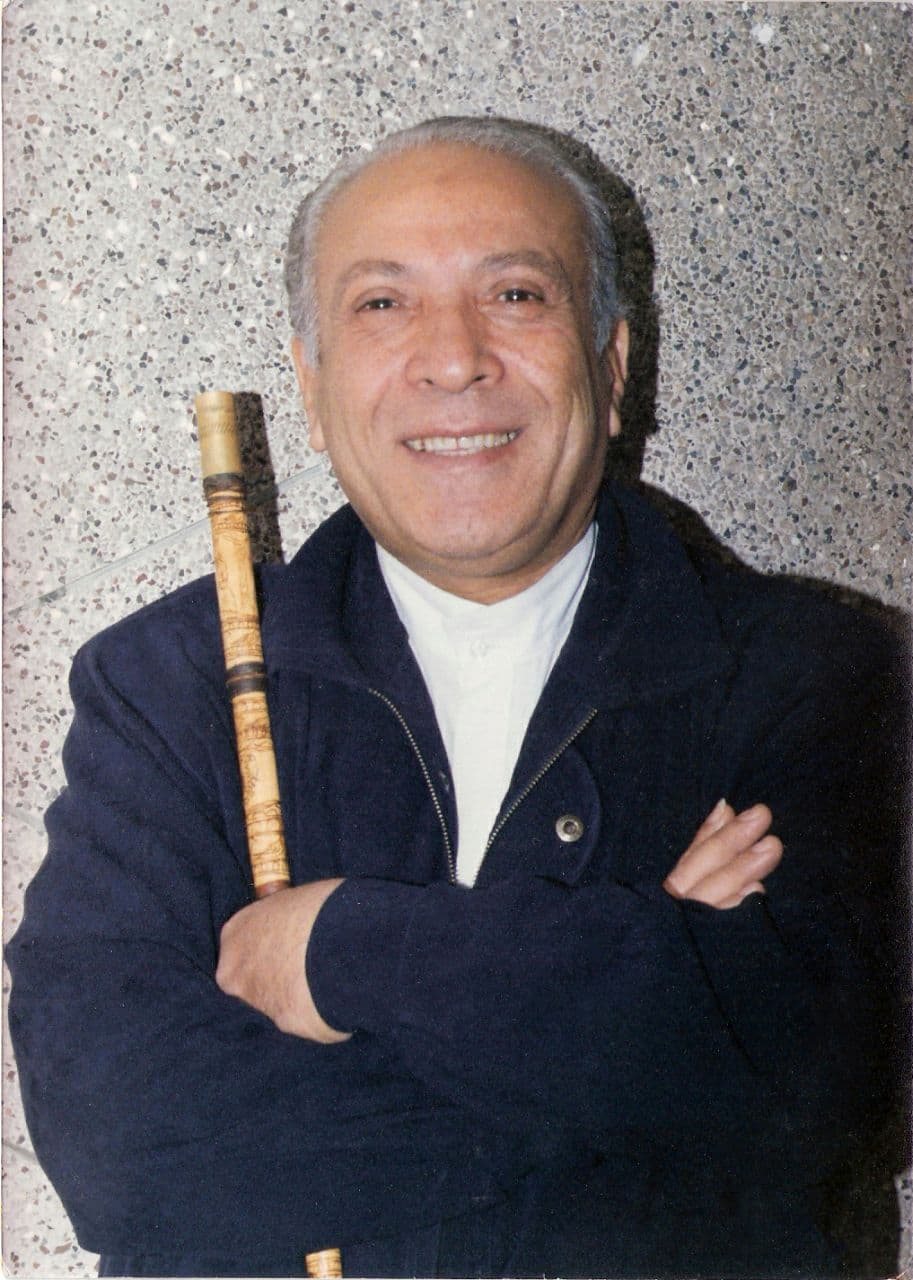

- همکاری با آلبوم آوای همایون. انتشار سال ۱۳۸۲.[۵]
- همکاری با آلبوم قبله آمال سال ۱۳۷۵. تاریخ نشر ۱۳۹۰.[۶]
- همکاری با آلبوم شورآفرین سال ۱۳۷۰. تاریخ نشر ۱۳۹۲.[۵]